# Mala'e (Alo)
Mala'e è un villaggio della Collettività d'oltremare francese di Wallis e Futuna, capitale del regno di Alo, sull'isola di Futuna, sulla costa meridionale. Secondo il censimento del 21 luglio 2008 il villaggio ha una popolazione di 224 abitanti.

## Società

### Evoluzione demografica
Abitanti censiti